# Andreas Wilhelm Kahlert
Andreas Wilhelm Kahlert (* 14. Juli 1779 in Langensalza; † 18. November 1838 in Braunschweig) war ein deutscher Apotheker Drogist und Fabrikant.

## Leben
Kahlert war der Sohn eines Kantors in Langensalza, wo er die Schule besuchte. Er durchlief von 1794 bis Ostern 1800 eine Ausbildung in der von August Christian Graberg geführten St.-Martini-Apotheke in Braunschweig. Nachfolgend war er dreieinhalb Jahre lang als Gehilfe in der Apotheke Zum Goldenen Löwen für die Apotheker Hempel und Ackermann in Berlin tätig. Er wurde Mitglied der Berliner pharmazeutischen Gesellschaft und hörte dort die Vorlesungen von Gelehrten wie Sigismund Friedrich Hermbstädt oder Valentin Rose. Kahlert kehrte 1804 nach Braunschweig zurück, wo er die Leitung der Drogeriehandlung von Graberg übernahm. Er wurde 1815 Mitinhaber und nachfolgend Inhaber der Martini-Apotheke. Im selben Jahr wurde er als Medizinalassessor in das Herzogliche Obersanitätskollegium berufen, womit er für die Revision der Apotheken des Landes Braunschweig zuständig war. Er schied 1834 auf eigenen Wunsch aus dem Kollegium aus. Kahlert gründete 1818 an der Güldenstraße (Assekuranznummer 539, heute Nr. 79) eine Droguerey- und Farbewaarenhandlung, die die Herstellung chemischer Präparate, speziell für die Porzellanmalerei und für pyrochemische Produkte, betrieb. Die von ihm entwickelten Porzellanfarben wurden von der Porzellanmanufaktur Fürstenberg und den Porzellanmalereien in Braunschweig hoch geschätzt. Auf dem Gebiet der Pyrochemie besaß er besondere Kenntnisse. Ende 1814 entdeckte er das Prinzip der vom britischen Militär ab 1805 genutzten Congreve’schen Rakete. 1818 übernahm er die Marienapotheke und Drogueriehandlung, deren Teilhaber er bisher war. Zu Ostern 1836 gab er die Grabergsche Apotheke ab, um eine Drogeriehandlung in einem angekauften Haus und einer Fabrik chemischer Präparate fortzusetzen.
Kahlert war Mitglied, später Ehrenmitglied, des Apotheker-Vereins in Norddeutschland. Er starb im November 1838 im Alter von 59 Jahren in Braunschweig.

## Familie
Kahlert heiratete 1818 ein Fräulein Burckhardt aus Langensalza. Mit ihr hatte er drei Kinder:
- zwei Töchter, die ältere hatte sich kurz vor seinem Tod verheiratet.
- ein Sohn Heinrich „Julius“ Wilhelm Kahlert (1821–1881), der das Geschäft des Vaters fortsetzte ⚭ 18. Februar 1846 mit Caroline (geborene Buchler, 1821–1898)
  - Hermann Kahlert (1846 – 9. Oktober 1914), führte das Unternehmen fort[3] und war Mitglied des Deutschen Alpenvereins (Sektion Braunschweig).
    - Bruno Kahlert, Apotheker
    - Otto Kahlert

## Fabrikgeschichte
Die „Fabrik chemisch-pharmazeutischer Präparate und Großdrogenhandlung Wilh. Kahlert“ wurde am 1. April 1818 von Kahlert in Braunschweig gegründet, nachdem er die bisherige Firma von seinem Kompagnon August Christian Graberg erworben hatte. Sie ist aus der Martini-Apotheke hervorgegangen und beging am 1. April 1918 ihr 100-jähriges Bestehen. 1836 widmete er sich nach dem Verkauf der Apotheke ganz der Herstellung chemischer Produkte. Nach seinem Tod leitete seine Witwe das Geschäft. 1863 wurde das Unternehmen von seinem einzigen Sohn Julius Kahlert als „Drogen-, Farb- und Gewürzwaren-Handlung sowie Fabrik chemischer Präparate“ in das Handelsregister eingetragen. Unter der Leitung von Hermann Kahlert, der älteste Sohn von Julius, gab es in den 1870er Jahren einen bedeutenden Aufschwung, insbesondere durch die Herstellung keramischer Farben („Braunschweiger Schwarz“ oder „Nigrolan“) und die Aufnahme einer Fruchtsaftfabrikation. Von ihm übernahmen seine Söhne Bruno Kahlert und Otto Kahlert die Leitung. Die Fabrik stelle unter anderem Schwefelkohlenstoff her und vertrieb künstliches Karlsbader Salz der Firma von Christian Brunnengräber zur Herstellung von Karlsbader Mineralwasser. Das Unternehmen war auch auf die Herstellung von Jodpräparaten spezialisiert.

## Schriften (Auswahl)
- Ueber Verbesserung der Schreib- und Reissfedern und Empfehlung eines Lackes zum ueberziehen verschiedener Gegenstände. In: Archiv der Pharmazie und Berichte der Deutschen Pharmazeutischen Gesellschaft. Leipzig / Berlin 1837, S. 181–184 (Textarchiv – Internet Archive).